# Mesochorus deficiens
Mesochorus deficiens là một loài tò vò trong họ Ichneumonidae.